# Acoplamiento de marea

Recreación de una vista oblicua del sistema Plutón-Caronte. Ambos tienen un acoplamiento de marea recíproco. Caronte es lo suficientemente masivo como para que el baricentro del sistema se encuentre fuera de Plutón, por lo que a veces se consideran un sistema binario.

Dos cuerpos orbitando alrededor de uno central (rojo). El más cercano está acoplado, mientras que el más lejano no.

El acoplamiento de marea o rotación sincrónica es la causa de que la cara de un objeto astronómico esté fijada apuntando a otro, tal como la cara visible de la Luna está siempre apuntando a la Tierra. Un objeto acoplado de esta forma toma para la rotación sobre su eje el mismo tiempo que para efectuar la traslación alrededor del compañero. Esta rotación síncrona, también llamada sincrónica y rotación capturada, hace que un hemisferio apunte de forma continua hacia el objeto compañero. Normalmente, solo el satélite se acopla alrededor de un planeta de mayor tamaño, pero si la diferencia de masa entre los dos cuerpos y su distancia es pequeña, puede que ambos objetos tengan un acoplamiento de marea recíproco como es el caso de Plutón y Caronte.

## La Luna
Tanto la rotación de la Luna como su periodo orbital duran algo menos de 4 semanas, por lo que no importa cuándo se observa la Luna, vemos siempre la misma cara. La parte de la Luna que no podemos ver desde la Tierra (cara oculta) no fue observada hasta 1959 por la sonda soviética Luna 3.
A pesar de que los periodos orbitales y rotacionales de la Luna coinciden, podemos observar hasta un 59% de la superficie total de la Luna debido al fenómeno de las libraciones y el paralaje. Las libraciones se originan por las variaciones de velocidad de la Luna debido a la excentricidad de la órbita: esto nos permite ver hasta 6° más a lo largo de su perímetro. El paralaje es un efecto geométrico: en la superficie de la Tierra podemos estar algo distanciados de la línea que va del centro de la Tierra al de la Luna, y por ello podemos observar un poco (alrededor de 1°) alrededor del lado de la Luna cuando está en nuestro horizonte local.

## Mecanismo

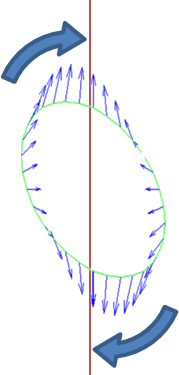
Si los bultos de marea de un cuerpo (verde) no están alineados con el eje mayor (rojo), las fuerzas de marea (azul) ejercen un torque neto en el cuerpo que tuerce al mismo en la dirección de realineamiento.

El cambio en el ritmo de rotación necesario para acoplar por mareas un cuerpo B a un cuerpo A más grande, se origina por el momento aplicado por la gravedad de A en las mareas que ha inducido en B.
Bultos de mareas: la gravedad de A produce una fuerza de marea sobre B que distorsiona ligeramente la forma que B tendría por sí solo en equilibrio gravitatorio, por lo que se alarga a lo largo del eje orientado hacia A, y a su vez, se comprime ligeramente en las dos direcciones perpendiculares. Estas distorsiones son conocidas como los bultos de mareas. En los objetos astronómicos grandes, con forma casi esférica por su propia gravitación, la distorsión de marea produce un esferoide prolate o elipsoide. Los objetos más pequeños también experimentan esta distorsión, pero esta distorsión es menos regular. Cuando B no está aún acoplado por mareas, los bultos viajan sobre su superficie, con uno de los dos bultos salientes viajando próximo al punto donde el objeto A aparece en el cenit. 
Arrastre del bulto: El material de B ejerce resistencia a las modificaciones periódicas de su superficie por las fuerzas de marea. Se necesita algún tiempo para que la forma de B alcance la forma de equilibrio gravitacional, pero al rotar el objeto B, el bulto que se forma ya ha sido alejado del eje A-B. Visto desde un punto fijo en el espacio, los puntos de mayor extensión del bulto se desplazan desde el eje orientado hacia A. Si el periodo de rotación de B es más corto que su periodo de traslación, los bultos se van por delante del eje orientado hacia A en la dirección de rotación, mientras que si el periodo orbital de B es más corto, los bultos quedan por detrás.
Momento resultante: Como los bultos están desplazados ahora del eje A-B, la fuerza gravitacional de A tira de la masa en el bulto en B ejerciendo un momento en B. El momento en el bulto orientado hacia A actúa en el sentido de que el periodo de rotación de B se equipare al periodo orbital, mientras que el bulto «trasero» en el sentido opuesto a A actúa en el sentido contrario. Sin embargo, el bulto que está en el lado mirando directamente a A está más próximo a A que el situado en el lado opuesto, por una distancia aproximadamente del diámetro de B, por lo que experimenta una fuerza y momento gravitacional algo mayor. El resultado neto del momento sobre ambos bultos es que este actúa siempre en el sentido de sincronizar la rotación de B con el periodo orbital, llevando inevitablemente al acoplamiento de mareas.
Cambios orbitales: El momento angular del sistema A-B se conserva en este proceso, por lo que cuando la velocidad de rotación de B se va reduciendo y va perdiendo su momento angular rotacional, su momento angular orbital va aumentando en la misma medida (hay también unos pequeños efectos en la rotación de A). Esto causa que la órbita de B se aleje de A en tándem con la reducción rotacional. Para el otro caso en que B comienza rotando muy despacio respecto a la traslación, el acoplamiento de mareas acelera la rotación, y baja la órbita.
Acoplamiento del cuerpo mayor: El efecto del acoplamiento de mareas también lo siente el cuerpo mayor A, pero a un ritmo inferior, puesto que el efecto gravitacional de B es más débil debido a su menor tamaño. Por ejemplo, la rotación de la Tierra se va reduciendo lentamente por efecto de la Luna, por una cantidad que se puede percibir en tiempos geológicos en algunos fósiles. Para objetos de tamaños similares, el efecto puede ser muy parecido para ambos, de tal forma que ambos cuerpos se quedan acoplados entre sí. El planeta enano Plutón y su satélite Caronte son buenos ejemplos de este caso; solo se puede ver Caronte desde un hemisferio de Plutón.
Resonancia rotación-órbita: Finalmente, en algunos casos donde la órbita es excéntrica y el efecto de mareas es relativamente débil, el cuerpo más pequeño puede terminar con una resonancia orbital, en vez de acoplado por mareas. Aquí, la proporción entre el periodo de rotación y el periodo orbital es una fracción bien definida diferente a 1:1. Un caso bien conocido es la rotación de Mercurio —su órbita está acoplada alrededor del Sol con una resonancia 3:2—.

## Configuración final
Hay una tendencia hacia que un satélite se oriente hacia la configuración de mínima energía, con el lado más pesado orientado hacia el planeta. Los cuerpos con formas irregulares orientarán su eje largo hacia el planeta. 
La orientación de la Luna puede estar relacionada con este proceso. Los mares lunares se componen de basalto, el cual es más pesado que la corteza continental que los rodean, y se formaron en el lado de la luna en el cual la corteza es mucho más fina. El hemisferio orientado hacia la Tierra contiene todos los grandes mares. Sin embargo, la imagen simple de que la luna se estabilizó con el lado más pesado orientado hacia la Tierra es incorrecta, pues el acoplamiento de mareas ocurrió en una escala de tiempo muy corta de 1000 millones de años o menos, mientras que los mares se formaron mucho más tarde.

## Lista de cuerpos acoplados por la fuerza de marea conocidos

### Sistema solar
Acoplado al Sol
- Mercurio (en una rotación/resonancia orbital 3:2)

Acoplado a la Tierra
- Luna

Acoplados a Marte
- Fobos
- Deimos

Acoplados a Júpiter
- Metis
- Adrastea
- Amaltea
- Tebe
- Ío
- Europa
- Ganímedes
- Calisto

Acoplados a Saturno
- Pan
- Atlas
- Prometeo
- Pandora
- Epimeteo
- Jano
- Mimas
- Encélado
- Telesto
- Tetis
- Calipso
- Dione
- Rea
- Titán
- Jápeto

Acoplados a Urano
- Miranda
- Ariel
- Umbriel
- Titania
- Oberón

Acoplados a Neptuno
- Proteo
- Tritón

Acoplado a Plutón
- Caronte (Plutón a su vez está acoplado a Caronte)

### Extrasolar
- Tau Bootis acoplado al planeta gigante cercano Tau Bootis b[1]
- COROT-7b acoplado a la estrella COROT-7
- Próxima Centauri b acoplado a la estrella enana roja Próxima Centauri
- TRAPPIST-1b a TRAPPIST-1g, acoplados a la estrella enana ultra-fría TRAPPIST-1